# Oeiras Open Challenger II 2021
L’Oeiras Open II 2021 è stato un torneo di tennis professionistico giocato su campi in terra rossa. È stata la seconda edizione del torneo e faceva parte della categoria Challenger 50 nell'ambito dell'ATP Challenger Tour 2021. Si è svolta al Complexo Desportivo do Jamor di Oeiras, in Portogallo, dal 5 all'11 aprile 2021. La settimana precedente si era tenuta la prima delle 4 edizioni del torneo previste per il 2021.

## Partecipanti

### Teste di serie
| Nazionalità | Giocatore         | Ranking* | Testa di serie |
| ----------- | ----------------- | -------- | -------------- |
| Germania    | Oscar Otte        | 154      | 1              |
| Francia     | Enzo Couacaud     | 185      | 2              |
| Stati Uniti | Ernesto Escobedo  | 205      | 3              |
| Marocco     | Elliot Benchetrit | 240      | 4              |
| Italia      | Gian Marco Moroni | 241      | 5              |
| Argentina   | Marco Trungelliti | 247      | 6              |
| Spagna      | Nicola Kuhn       | 250      | 7              |
| Francia     | Tristan Lamasine  | 257      | 8              |

* Ranking al 22 marzo 2021.

### Altri partecipanti
I seguenti giocatori hanno ricevuto una wild card per il tabellone principale:
- Pedro Araújo
- Nuno Borges
- Tiago Cação

Il seguente giocatore è entrato in tabellone come special exempt:
- Gastão Elias

Il seguente giocatore è entrato in tabellone come Alternate:
- Harry Bourchier
- Jonáš Forejtek

I seguenti giocatori sono passati dalle qualificazioni:
- Adrian Andreev
- Raul Brancaccio
- Pedro Cachín
- Evan Furness

## Punti e montepremi
| Torneo    | Torneo              | V     | F     | SF    | QF  | 2T  | 1T  | Q | Q2  | Q1  |
| Singolare | Punti               | 50    | 30    | 15    | 7   | 4   | 0   | 2 | 1   | 0   |
| Singolare | Premi in denaro (€) | 4 400 | 2 600 | 1 550 | 900 | 530 | 320 | – | 160 | 100 |
| Doppio    | Punti               | 50    | 30    | 15    | 7   | –   | 4   | – | –   | –   |
| Doppio    | Premi in denaro (€) | 1 700 | 1 000 | 600   | 350 | –   | 200 | – | –   | –   |

## Campioni

### Singolare
Pedro Cachín ha sconfitto in finale  Nuno Borges con il punteggio di 7-6(4), 7-6(3).

### Doppio
Nuno Borges /  Francisco Cabral hanno sconfitto in finale  Pavel Kotov /  Tseng Chun-hsin con il punteggio di 6-1, 6-2.